# Franzela exilului
Franzela exilului este un film românesc din 2002 regizat de Alexandru Solomon. Rolurile principale au fost interpretate de actorii Ștefan Iordache, Vlad Zamfirescu.

## Distribuție
Distribuția filmului este alcătuită din:
- Ștefan Iordache — vocea lui Caragiale
- Vlad Zamfirescu — lectura comentariului